# Naissance en 1380
Naissance
- 1376
- 1377
- 1378
- 1379
- 1380
- 1381
- 1382
- 1383
- 1384

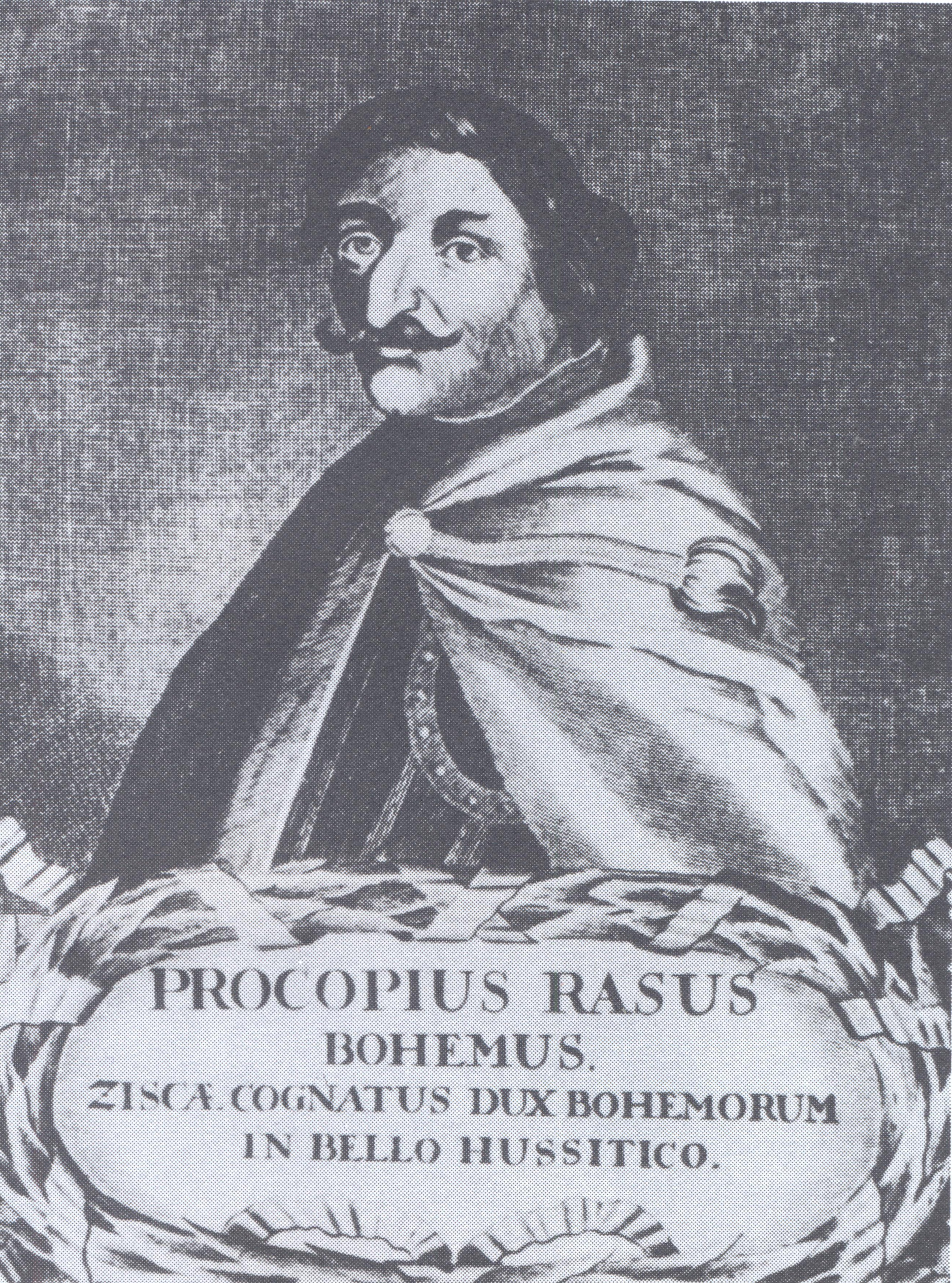
Procope le Grand, né en 1380.

Cette page dresse une liste de personnalités nées au cours de l'année 1380  :
- 11 février : Poggio Bracciolini, dit Le Pogge, humaniste italien.
- 8 septembre : Bernardin de Sienne.
- 30 novembre : Ferdinand Ier d'Aragon, roi d'Aragon, comte de Barcelone, de Besalú, de Pallars Jussà, de Roussillon, de Cerdagne et d'Empúries, roi de Valence, roi de Majorque, roi de Sardaigne et titulaire de Corse et roi de Sicile, comte d'Urgell et vicomte d'Àger.

- Al-Achraf Sayf ad-Dîn Inal al-Ala’i, sultan mamelouk burjite qui règne en Égypte.
- Jacques d'Arc, père de Jeanne d'Arc.
- Giovanni Berardi, cardinal italien.
- Baude Cordier, compositeur français représentatif de l'Ars subtilior français.
- Vincentello d'Istria, comte de Corse et vice-roi de Corse (Aragon).
- Jean de Bar, seigneur de Puisaye.
- Louis II de Chalon-Tonnerre, comte de Tonnerre.
- Béraud III  de Clermont-Sancerre, 9e dauphin d'Auvergne, comte de Sancerre et seigneur de Sagonne.
- Georges de Misnie,  co-landgrave de Thuringe et co-margrave de Misnie.
- Philippe de Morvilliers, magistrat, conseiller et premier Président du Parlement de Paris.
- Englebert Ier de Nassau-Dillenbourg,  comte de Nassau-Dillenbourg et comte de Vianden.
- Lydwine de Schiedam, sainte et mystique catholique, patronne des personnes handicapées et des patineurs sur glace.
- Bernardin de Sienne, orateur franciscain, saint catholique, l'apôtre de l'Italie.
- Antoinette de Turenne, vicomtesse de Turenne.
- Claus de Werve, sculpteur d'origine hollandaise entré au service des ducs de Bourgogne à la suite de son oncle Claus Sluter.
- Pierre Fontaine, compositeur français.
- John Kemp, cardinal anglais.
- Al-Mu'tadid II, calife abbasside au Caire.
- Johannes Nider, auteur dominicain allemand.

date incertaine (vers 1380)
- Thomas a Kempis,  moine néerlandais.
- Juan de Cervantes, cardinal espagnol.
- Théodoros Ier d'Éthiopie, roi d'Éthiopie sous le nom de Walda Anbasa.
- Conrad IV d'Oleśnica, duc Piast de Silésie, duc conjoint d'Oleśnica puis de Kąty Wrocławskie et Bierutów et aussi évêque de Wroclaw.
- Jordi d'Ornos, cardinal français.
- Jacques II d'Urgell, dernier comte d'Urgell, vicomte d'Àger, baron d'Antillón, d'Alcolea de Cinca et de Fraga.
- Jacques Despars, médecin français.
- Maître Francke, moine dominicain et peintre allemand († vers 1440).
- Dafydd Gam, ou Sir Dafydd ap Llewelyn ap Hywel, noble gallois célèbre pour son opposition à Owain Glyndŵr.
- Johannes von Gmunden, mathématicien et astronome autrichien.
- Al-Kashi, ou Ghiyath ad-Din Jamshid Mas`ud al-Kashi, mathématicien et astronome perse.
- Procope le Grand, prédicateur hussite radical, devient, après la mort de Jan Žižka, hetman des armées hussites.
- Guillem Sagrera, architecte et sculpteur majorquin du gothique final.

## Crédit d'auteurs
- Cet article est partiellement ou en totalité issu de l'article intitulé « 1380 » (voir la liste des auteurs).